# Papiermark
El nombre Papiermark (en español: marco de papel) se aplica a la moneda de curso legal en Alemania a partir del año 1914, cuando se abandonó la relación entre el marco y el oro debido al estallido de la Primera Guerra Mundial, relación que había servido de base a la moneda del Imperio alemán, el Marco de oro, más conocido como Goldmark. 
En particular, el nombre se utiliza para los billetes emitidos en la época de hiperinflación en 1922 y, especialmente, en 1923. Esto se debió a que el gobierno alemán decidió pagar la deuda resultante de la guerra emitiendo papel moneda.

## Historia
El valor del marco cayó y continuó bajando desde 1914. La tasa de inflación se elevó luego de la Primera Guerra Mundial y durante la Hiperinflación en la República de Weimar alcanzó su punto más alto en noviembre de 1923. La moneda se estabilizó el 15 de noviembre de 1923 tras anunciarse la creación del Rentenmark; sin embargo, este no entró en circulación sino hasta 1924. Cuando comenzó a circular, el Rentenmark reemplazó al Papiermark con una relación de 1 000 000 000 000 Papiermark equivalentes a  1 Rentenmark. Ya más avanzado el año, el Rentenmark fue reemplazado por el Reichsmark, que sería la moneda oficial hasta 1948.
Además de las emisiones realizadas por el gobierno nacional, las autoridades locales también efectuaron emisiones de emergencia tanto de moneda metálica como papel moneda, que fueron conocidas como kriegsgeld ("dinero de guerra") y notgeld ("dinero de emergencia").

## Monedas
Durante la guerra se comenzaron a utilizar metales más baratos para acuñar monedas, incluyendo aluminio, zinc y hierro, aunque la moneda ½ de marco de plata siguió producuciéndose hasta 1919. La moneda de 1 Pfennig de aluminio continuó emitiéndose hasta 1918 y la de 2 Pfennig hasta 1916. Las monedas de 5 Pfennig de acero, de 10 Pfenning tanto de hierro como de zinc, y de 50 Pfennig de aluminio fueron producidas hasta 1922. En 1922 y 1923 se acuñaron monedas de 3 marcos de aluminio, y las de 200 marcos de aluminio, también en 1923.

## Billetes

### Emisiones durante la Primera Guerra Mundial
En 1914, la Oficina Estatal de Crédito comenzó a imprimir papel moneda conocido como Darlehnskassenschein (Darlehnskassenscheine desde 1917), que circulaban junto con los Reichsbank. La mayoría tenían un valor de 1 y 2 marcos, pero también existían de 5, 20 y 50 marcos.

### Emisiones en el período de posguerra
Las naciones victoriosas en la Primera Guerra Mundial decidieron reclamar a Alemania el pago por los gastos que habían sufrido para luchar contra ella. Carente de medios con los cuales pagar (ni en oro ni en moneda con respaldo de reservas), Alemania imprimió Papiermarks en forma indiscriminada hasta saldar la deuda, provocando la devaluación del marco.
Durante la hiperinflación, el Reichsbank y otras instituciones (entre las que se destaca la compañía de ferrocarriles Reichsbahn) emitieron papel moneda con denominaciones aún mayores. El Papiermark se producía y circulaba en cantidades inmensas. Previo a la guerra, el billete de mayor denominación era el de 1000 marcos, que equivalía aproximadamente a 50 libras esterlinas o 238 dólares estadounidenses. A comienzos de 1922 aparecieron los billetes de 10 000 marcos, seguidos por billetes de 100.000 y 1 millón de marcos en febrero de 1923. En julio de 1923 entraron en circulación billetes de 50 millones de marcos y en septiembre, de 10 mil millones (1010). El pico de inflación ocurrió en octubre y la denominaciones alcanzaron los 100 billones (1014) de marcos. Al concluir la hiperinflación, estos mismos billetes valían aproximadamente 5 libras o 24 dólares.

## Billetes del Reichsbank

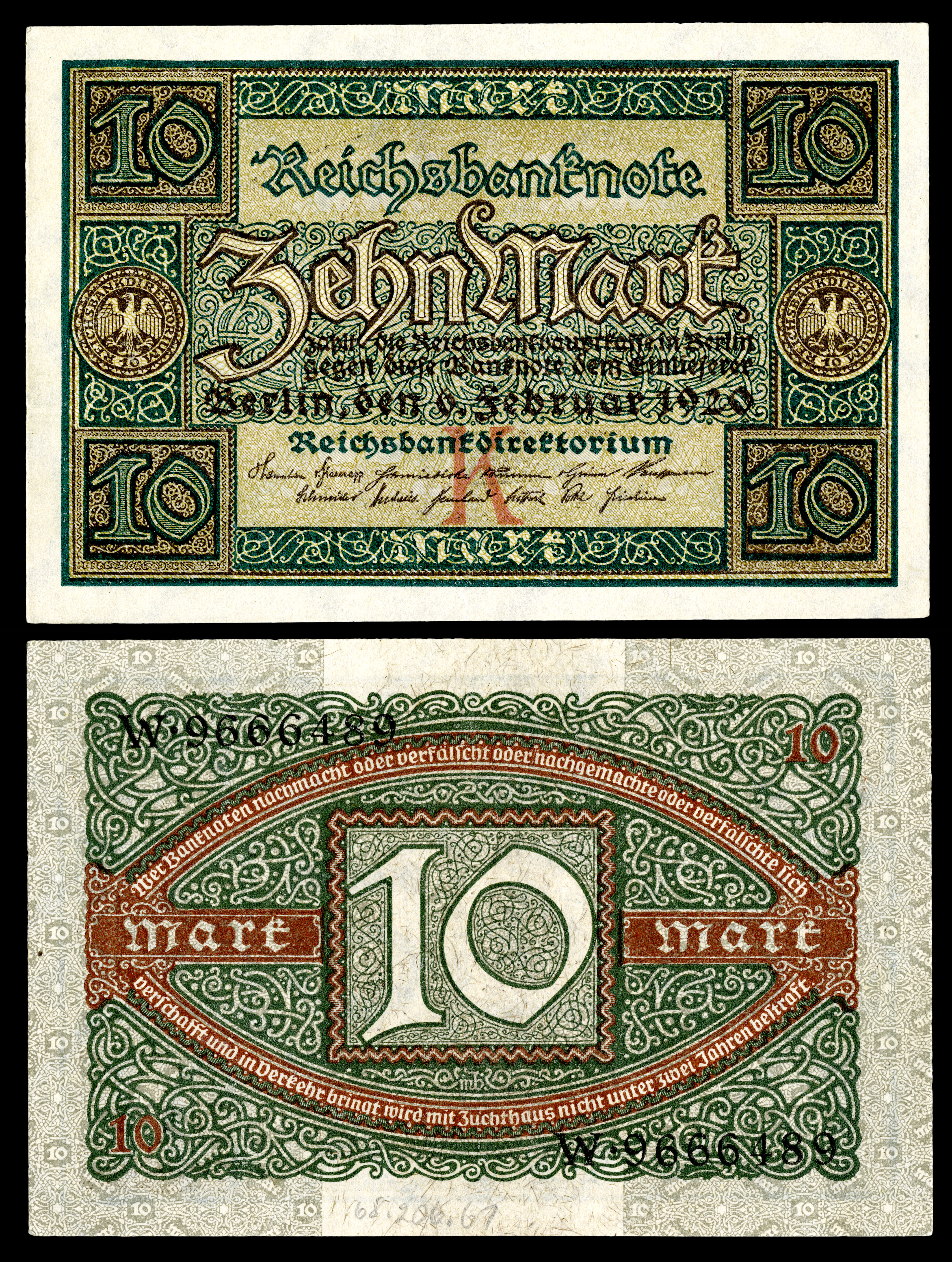
10 marcos (1920)
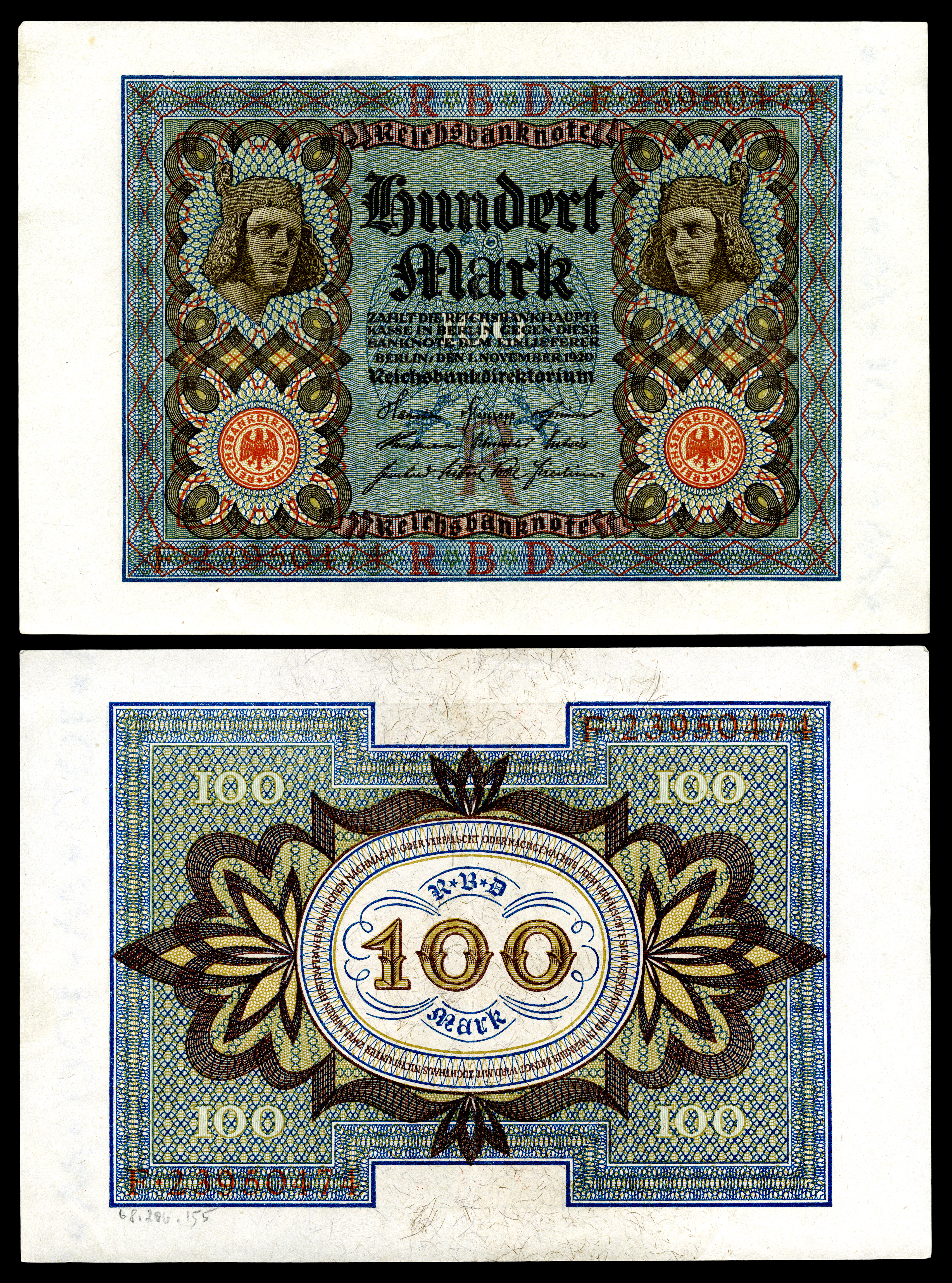
100 marcos (1920)
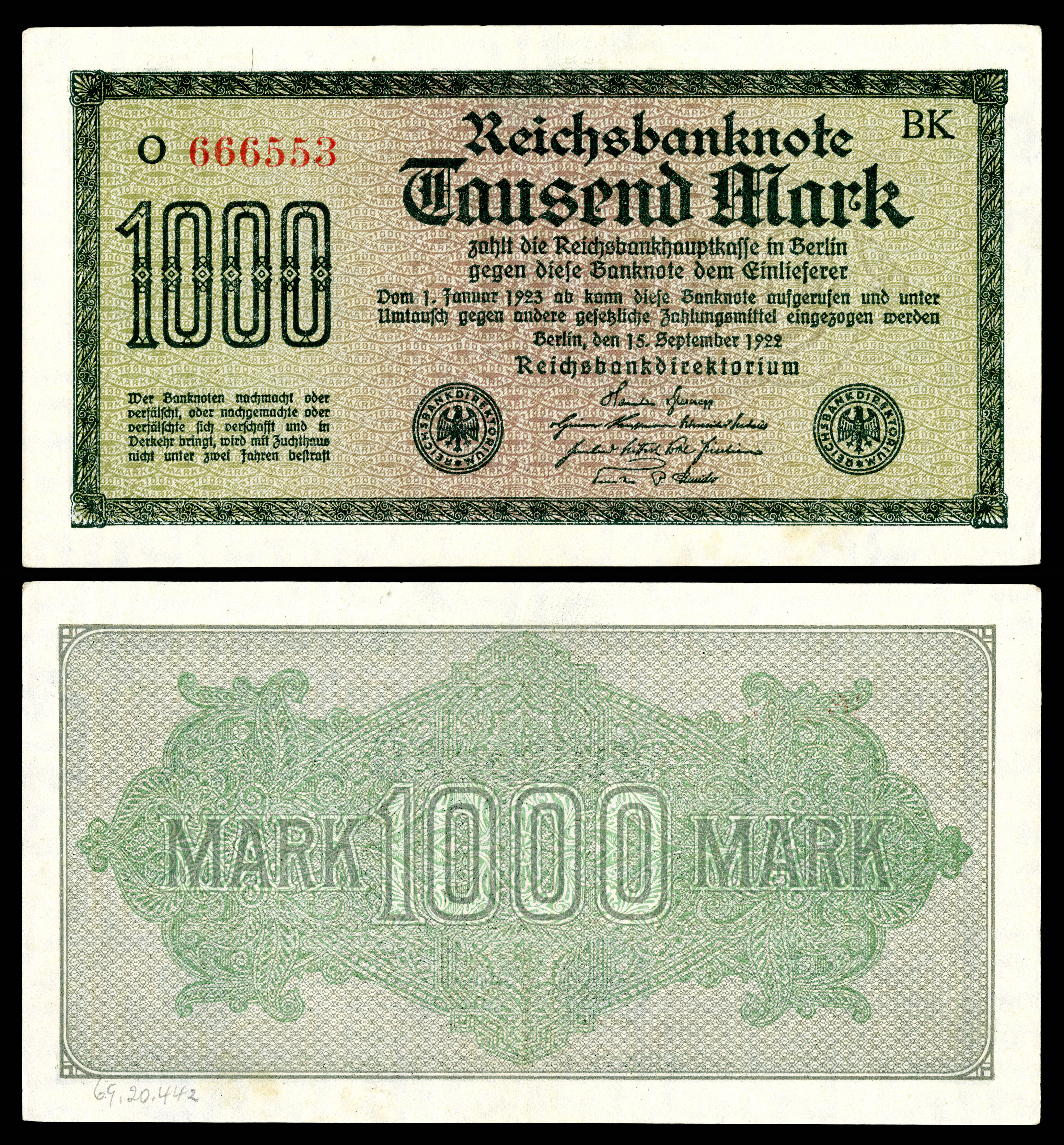
1 000 marcos (15 de septiembre de 1922)
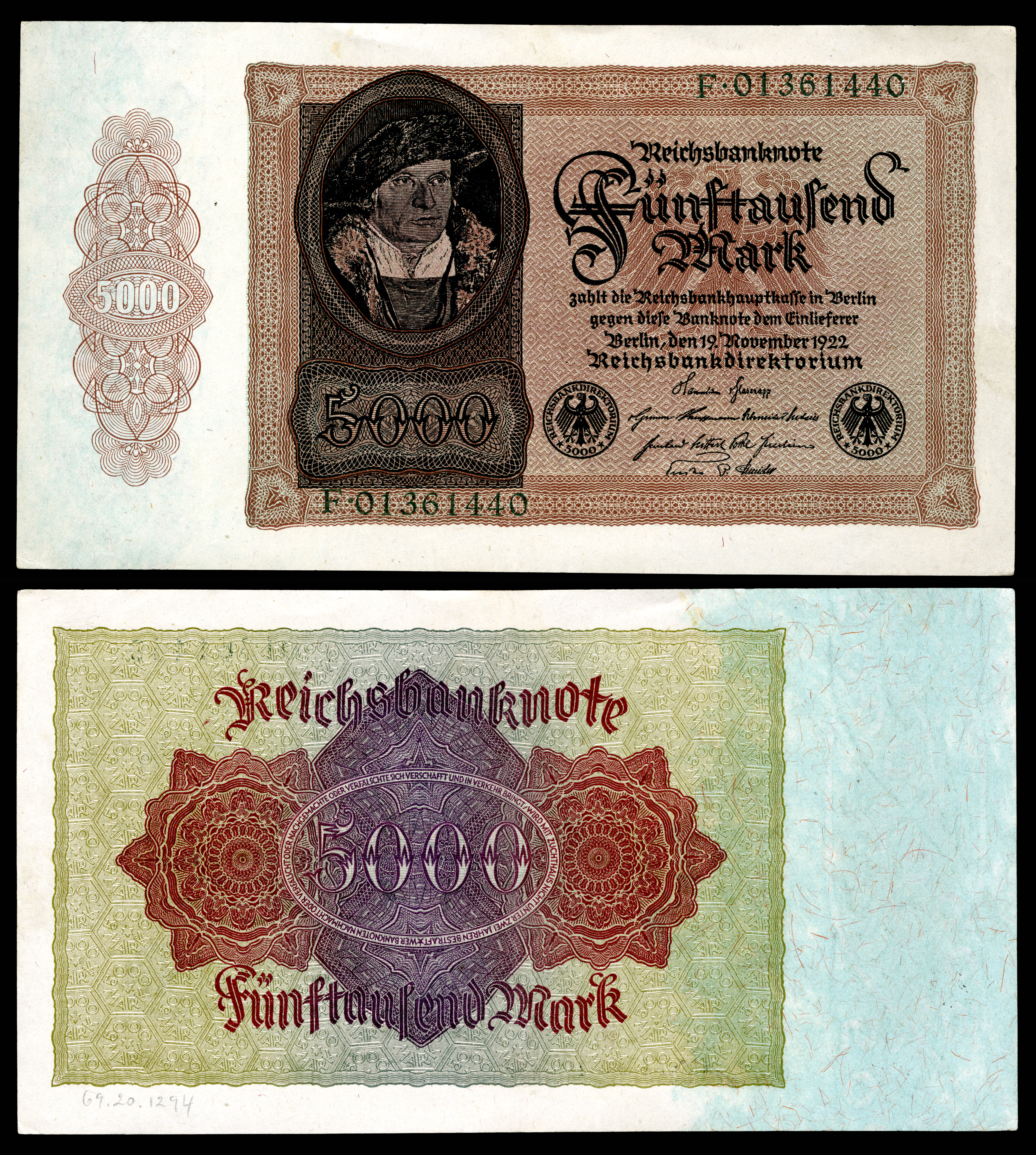
5 000 marcos (19 de noviembre de 1922)
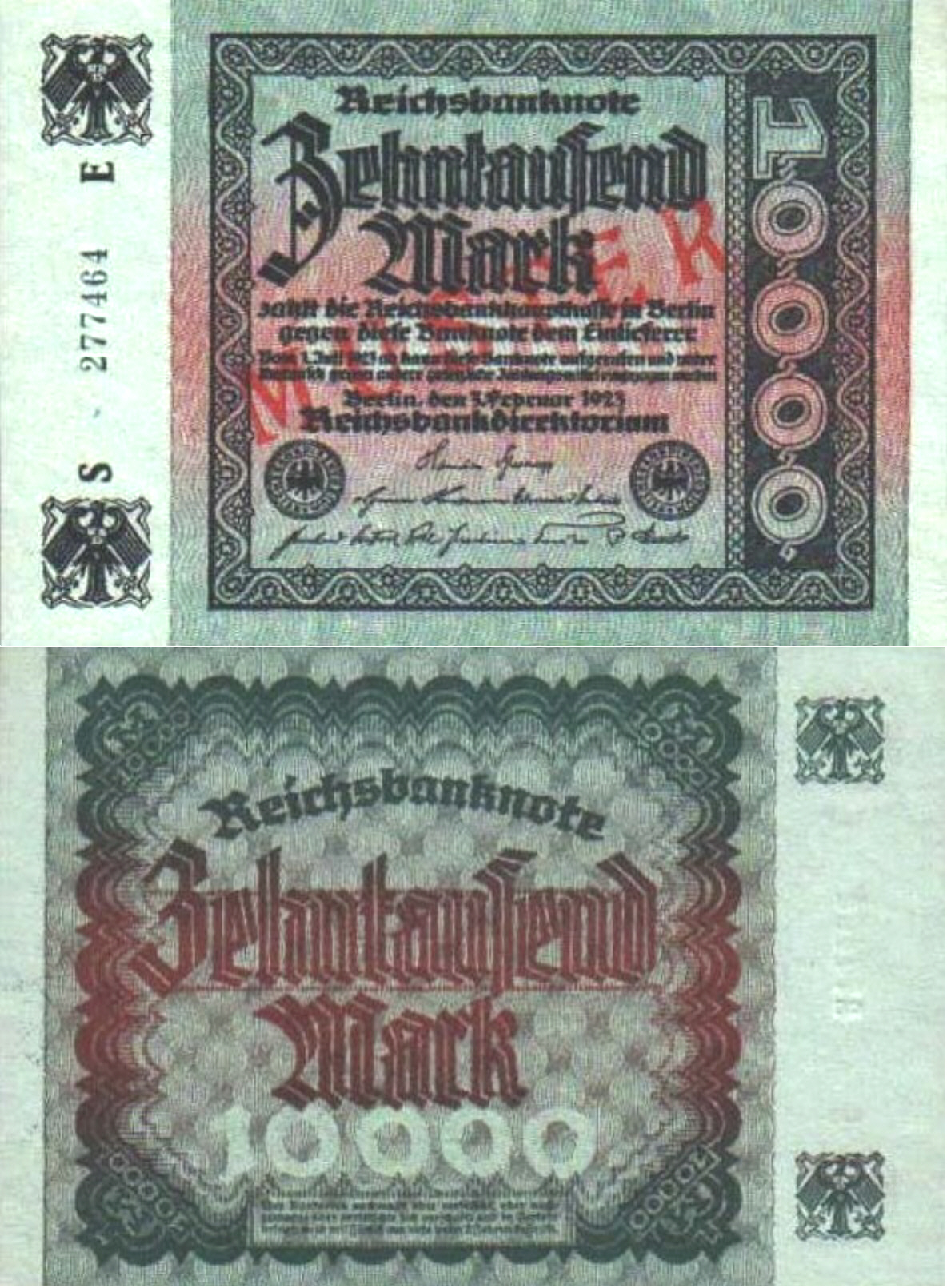
10 000 marcos (3 de febrero de 1923)
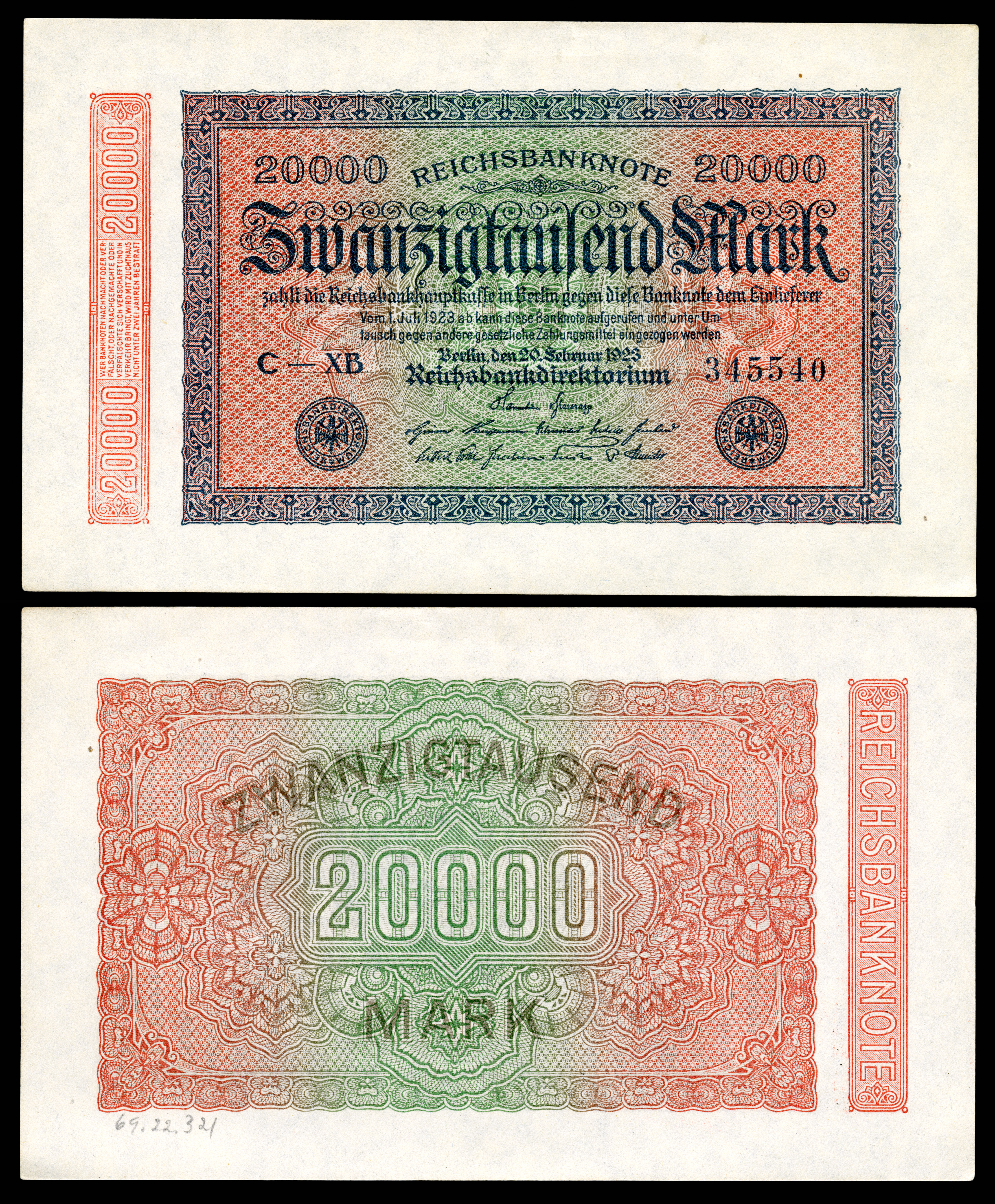
20 000 marcos (20 de febrero de 1923)
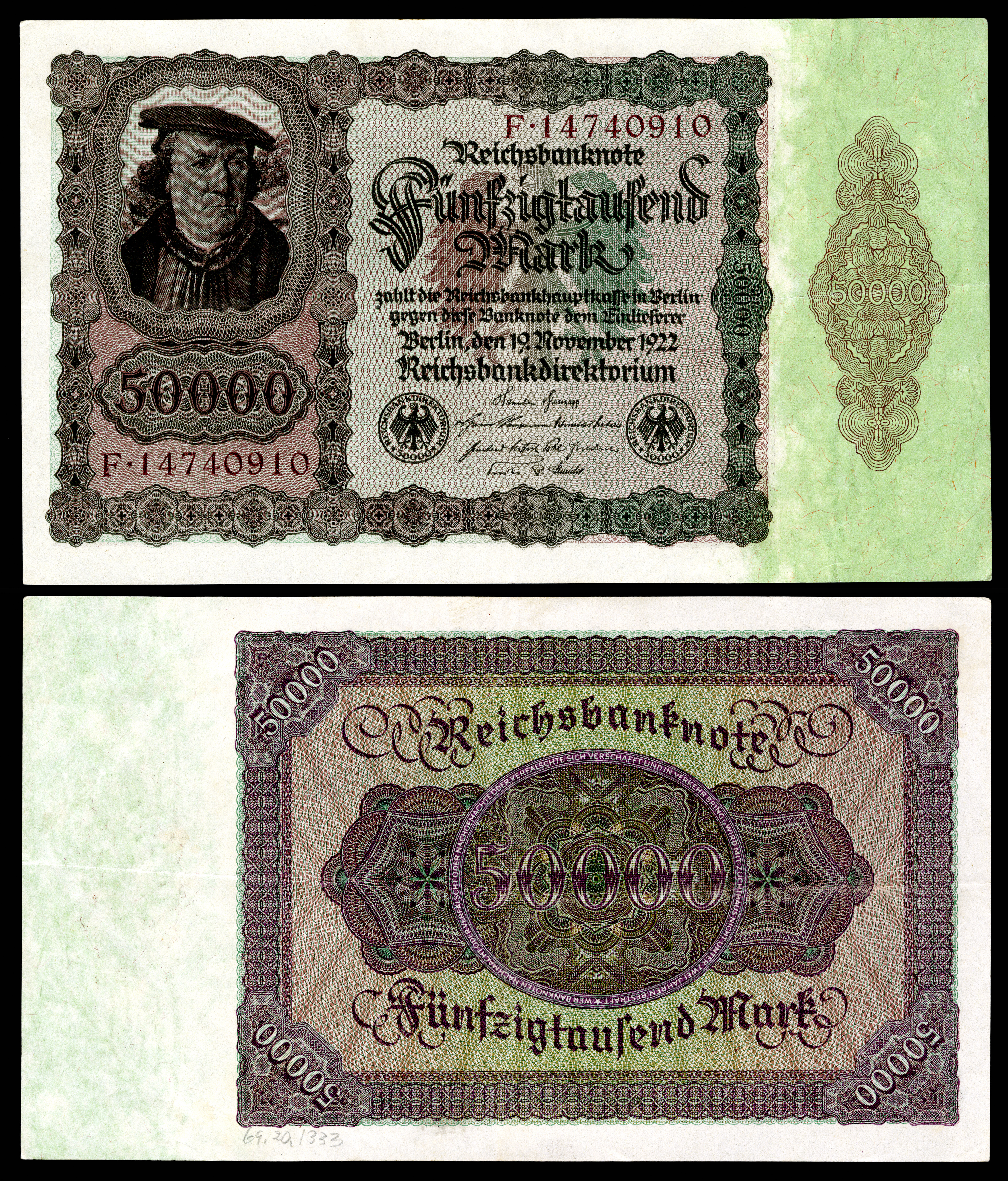
50 000 marcos (19 de noviembre de 1922)
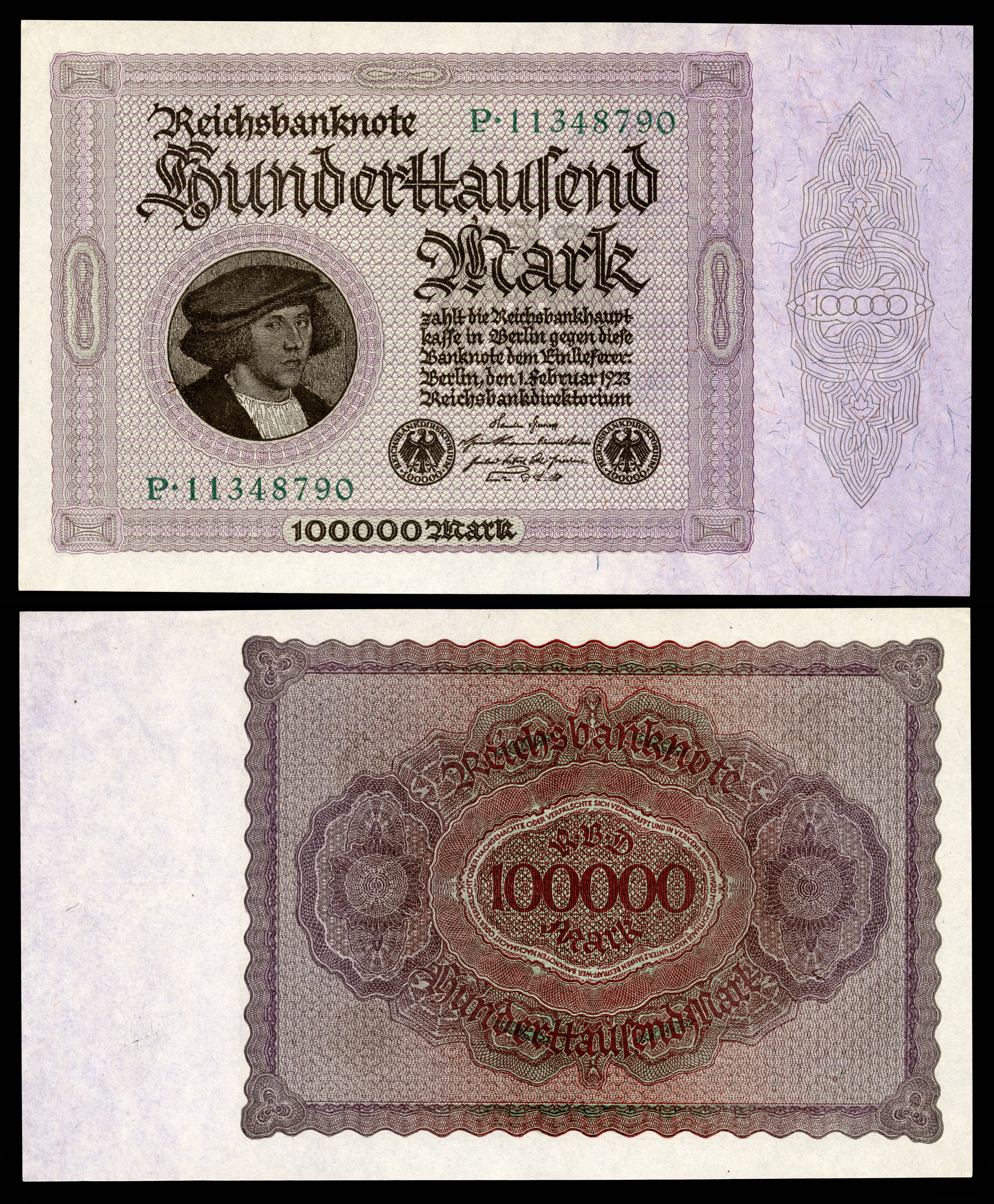
100 000 marcos (1 de febrero de 1923)
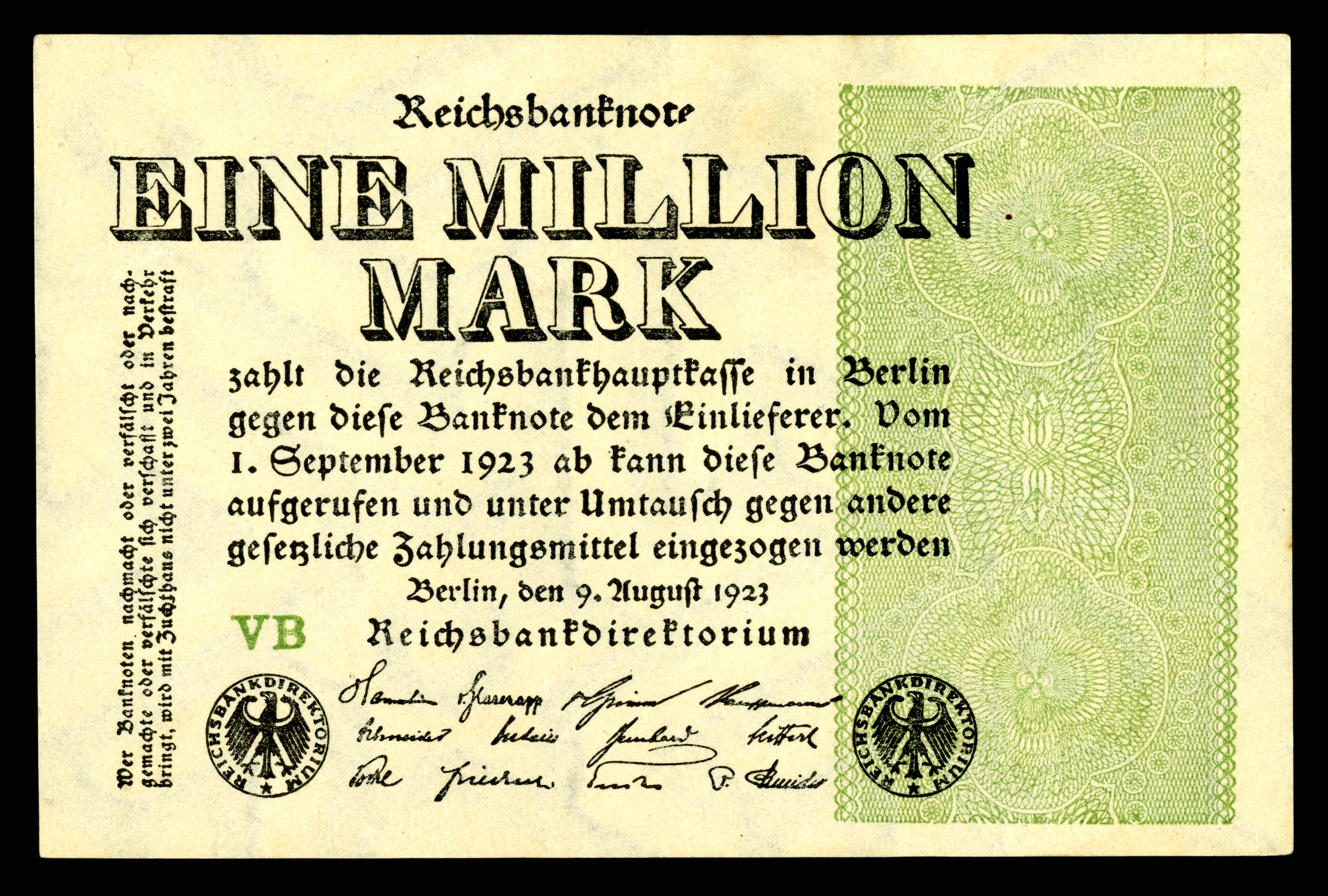
1 millón de marcos (9 de agosto de 1923)
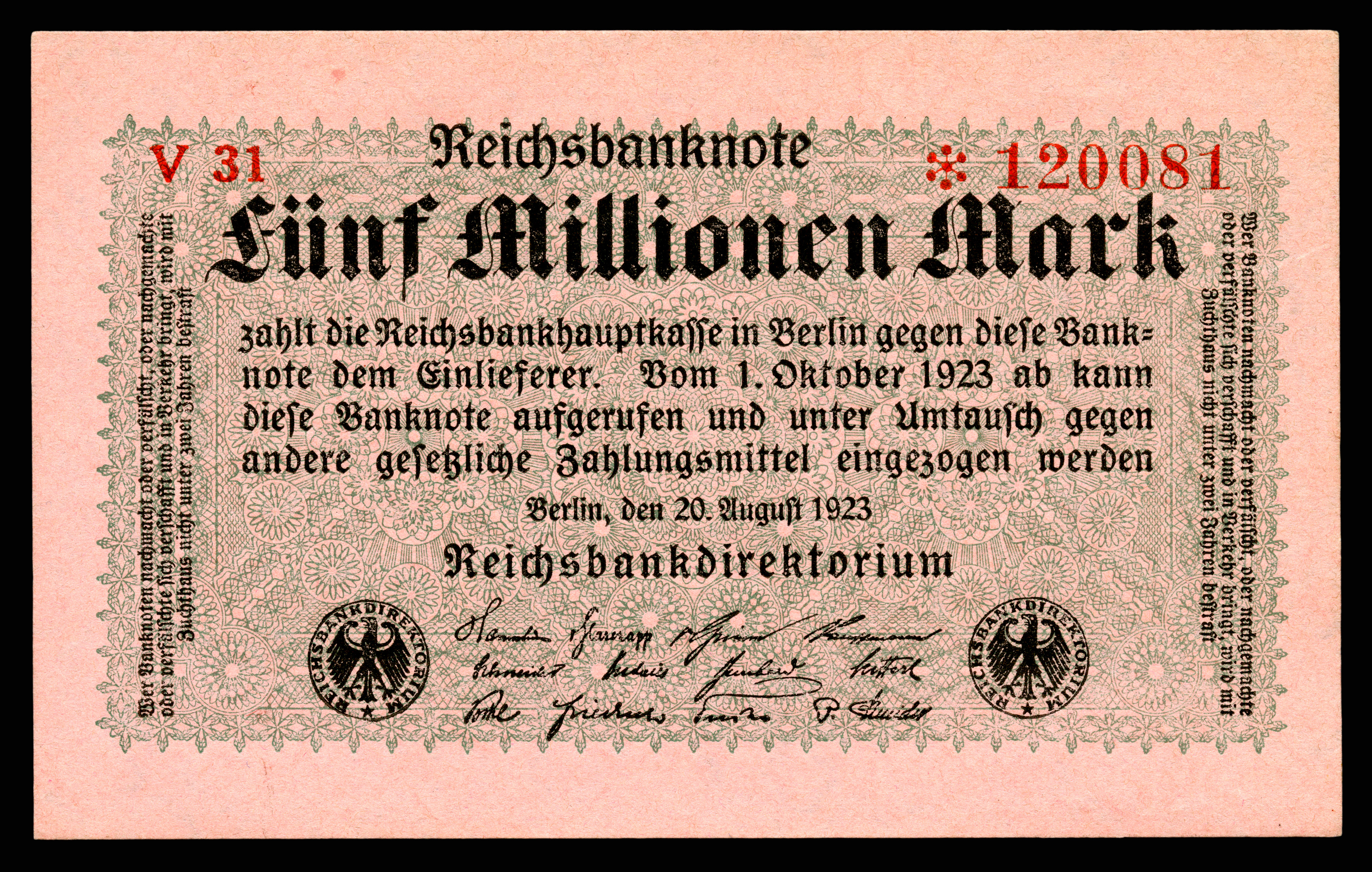
5 millones de marcos (20 de agosto de 1923)
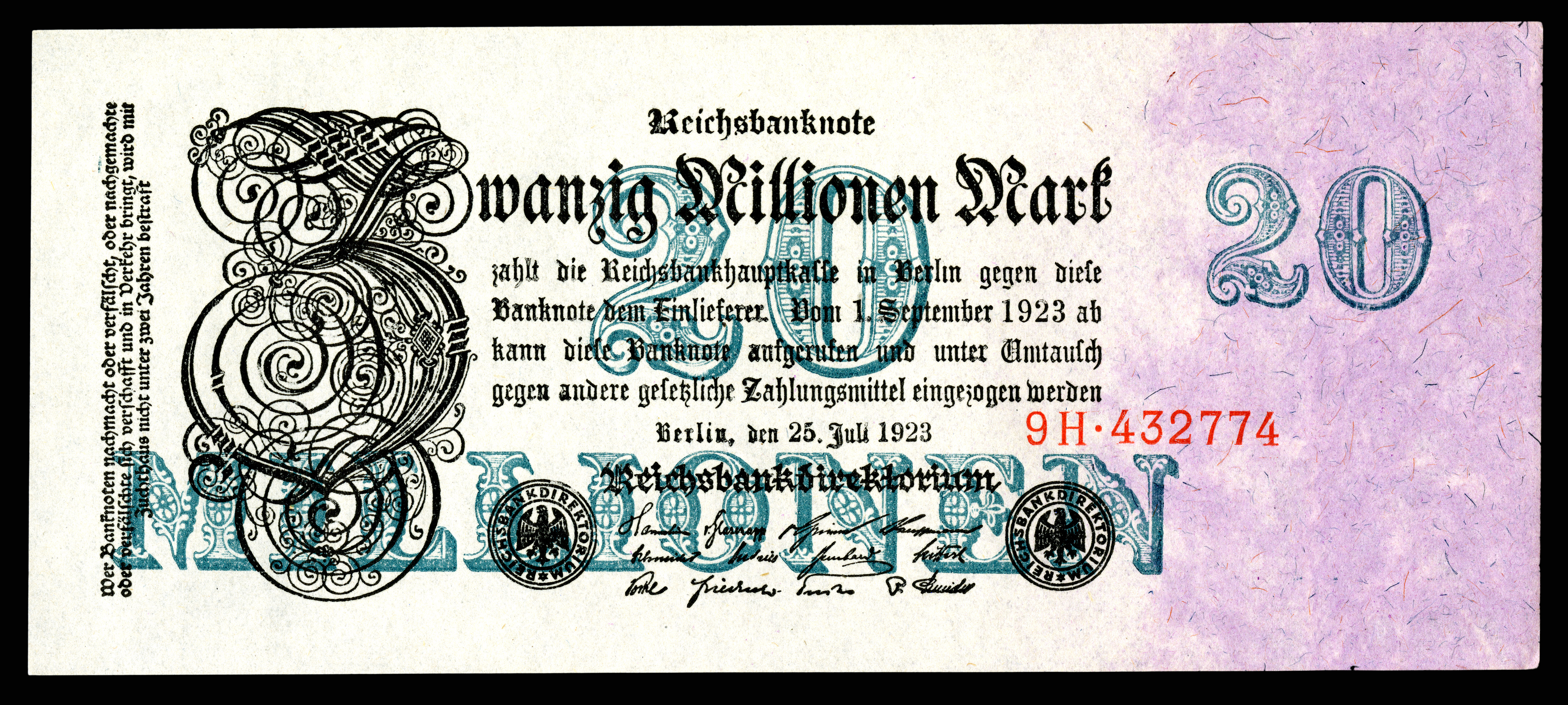
20 millones de marcos (25 de julio de 1923)
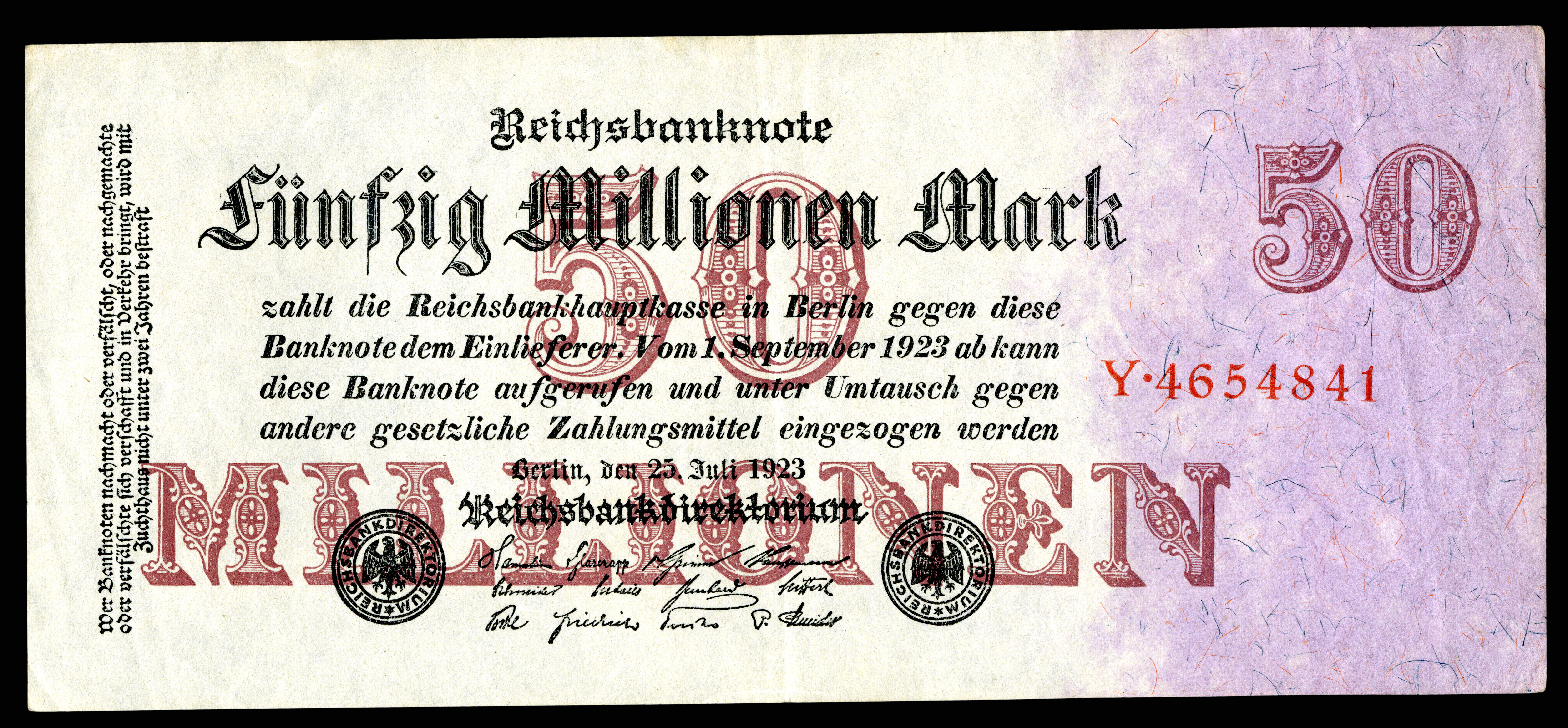
50 millones de marcos (25 de julio de 1923)
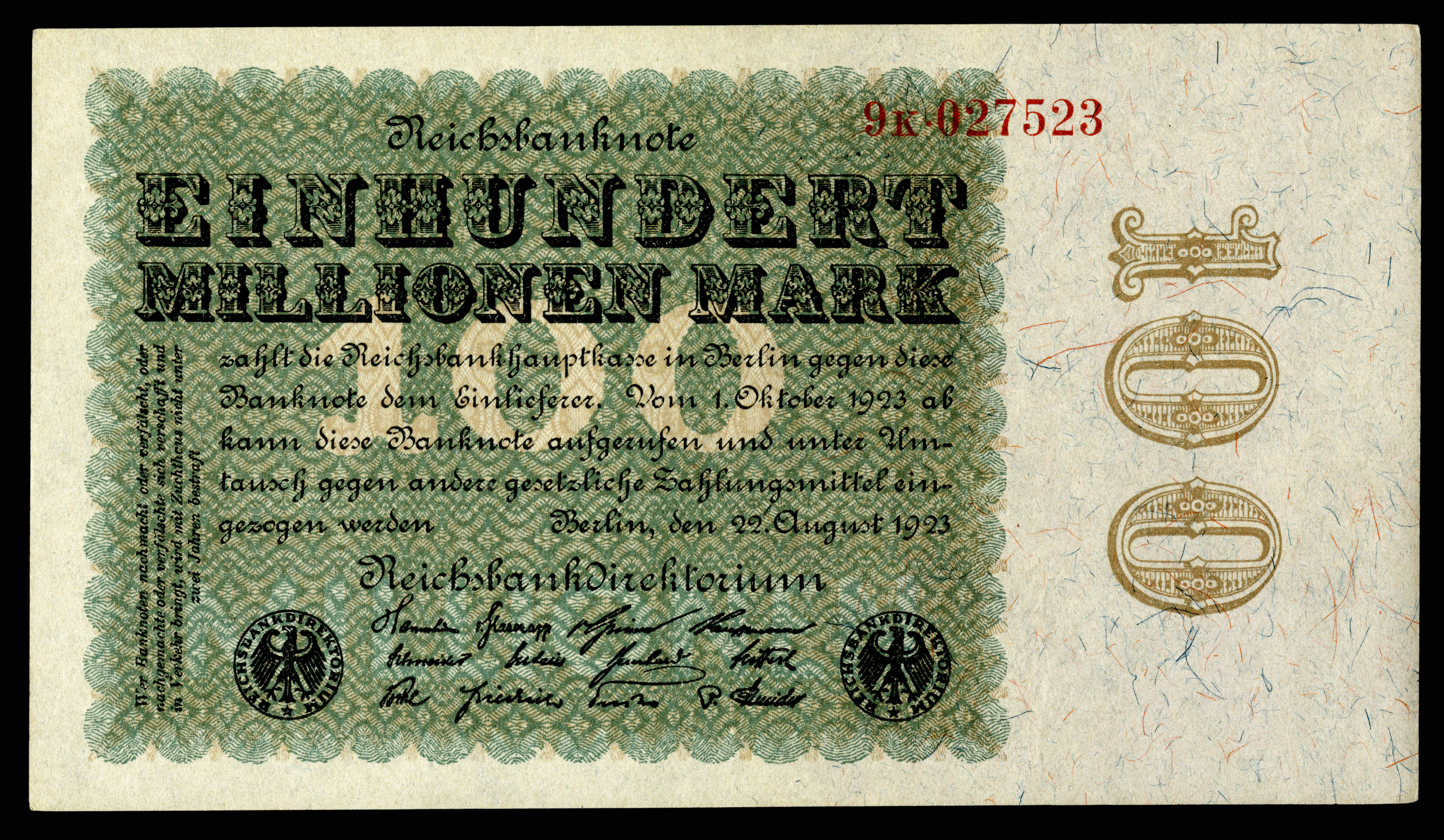
100 millones de marcos (22 de agosto de 1923)
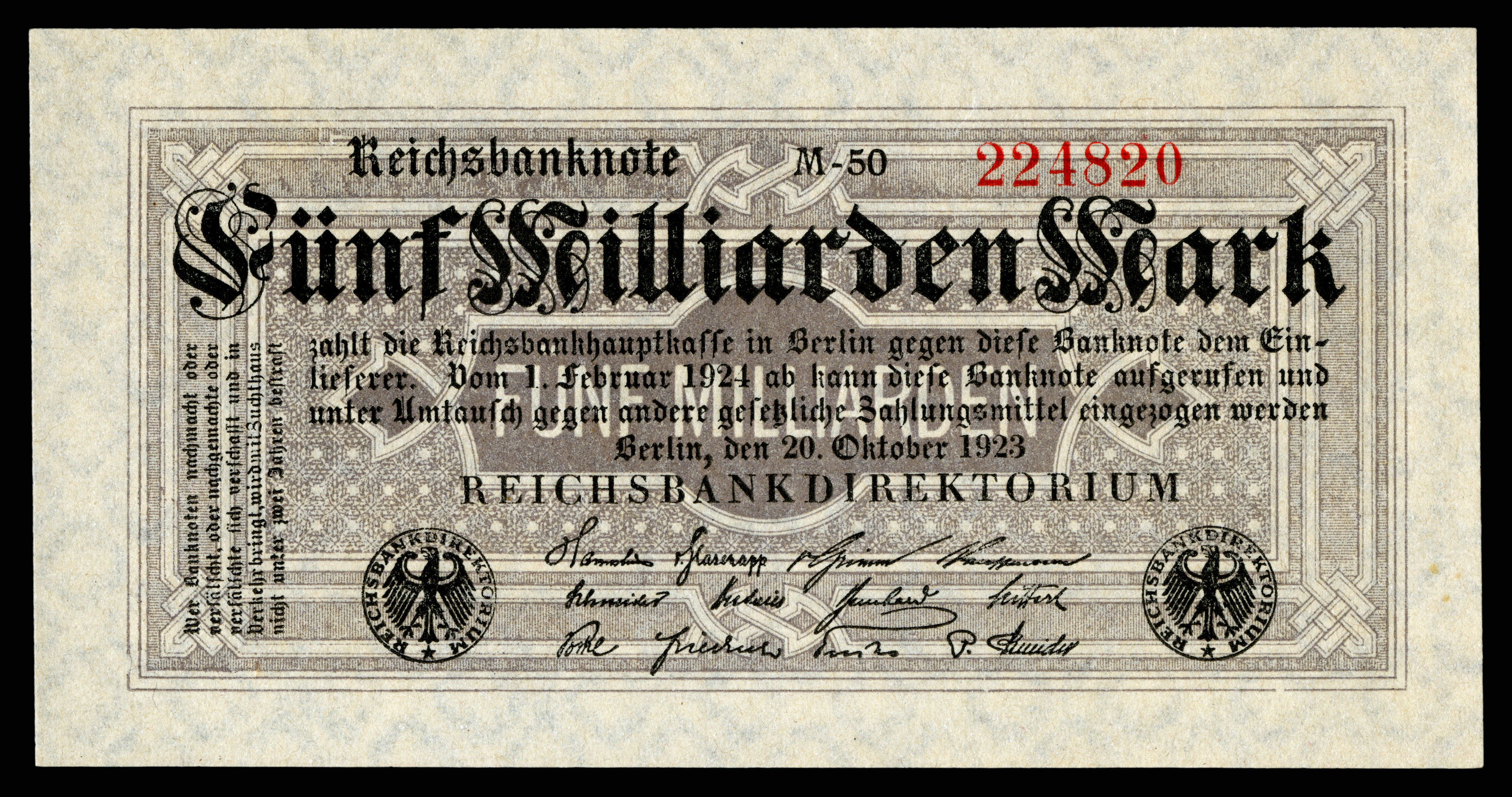
5 millardos de marcos (20 de octubre de 1923)
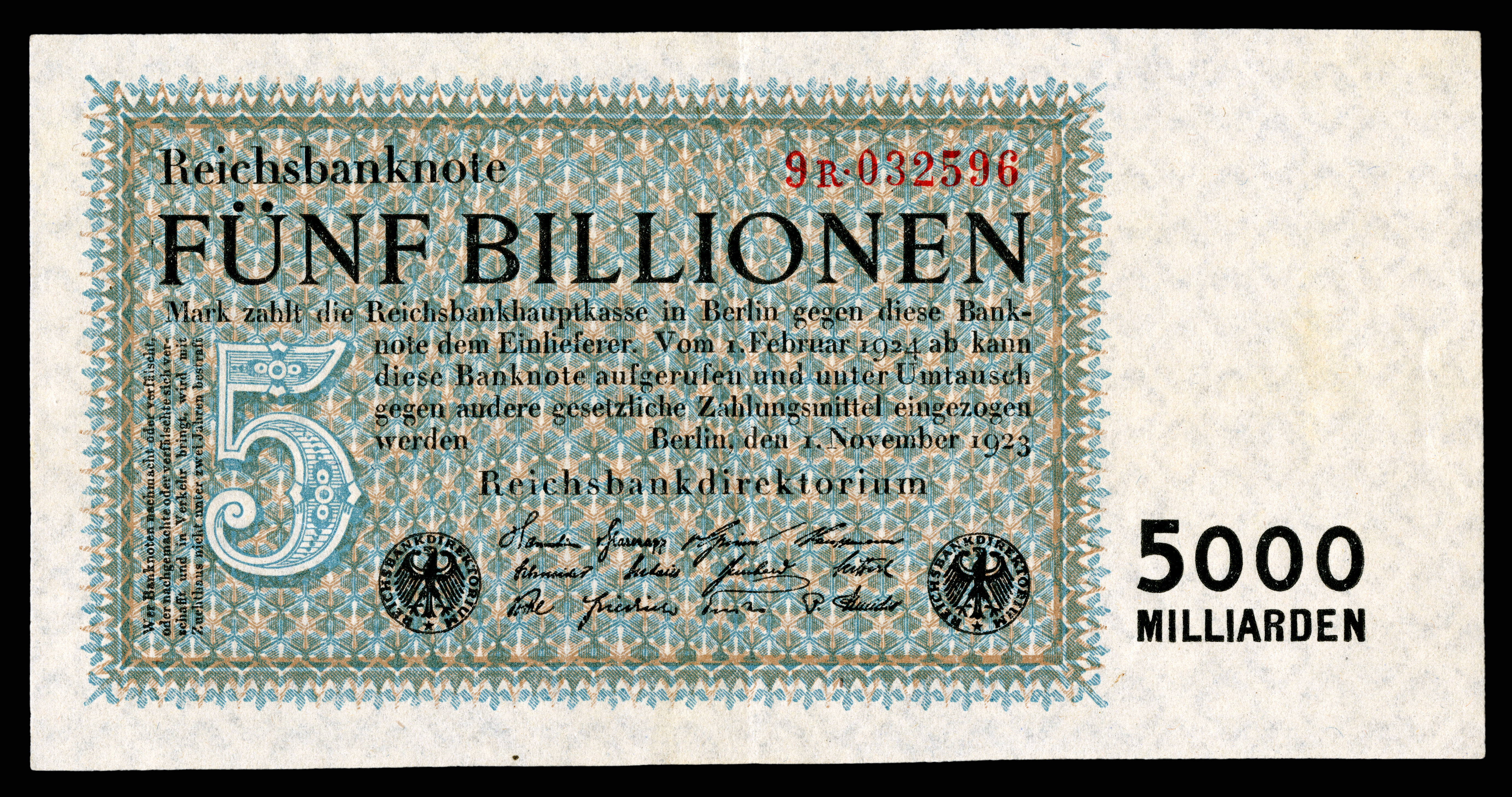
5 billones de marcos (1 de noviembre de 1923)
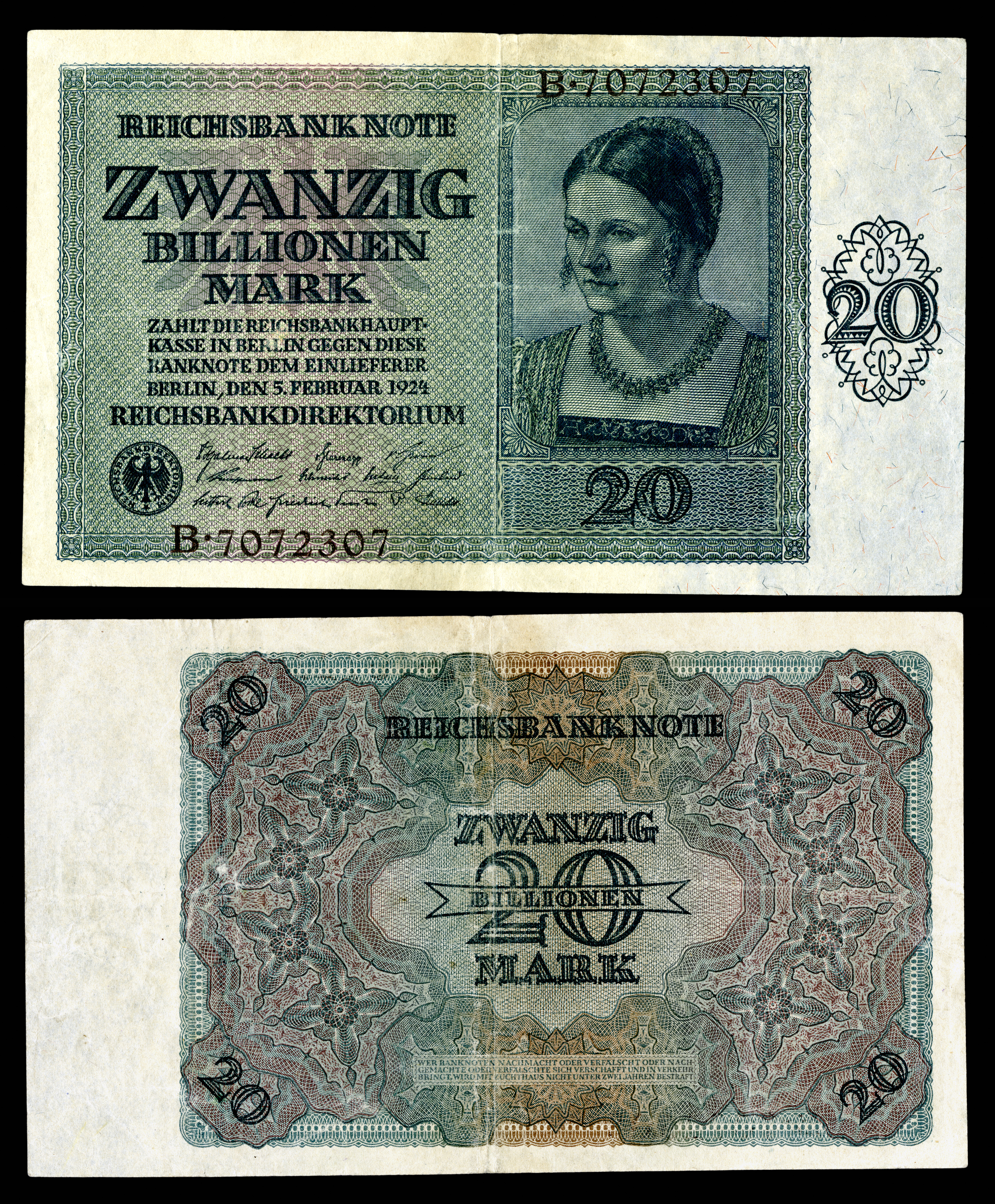
20 billones de marcos (5 de febrero de 1924)